# خالد عبد الرحمن الشايع
خالد بن عبد الرحمن بن حمد الشايع داعية إسلامي سعودي ودكتور في الشريعة الإسلامية، من مواليد عام 1386 هـ .

## النشأة والتعليم
درس على عددٍ غير قليل من العلماء، تخرج من كلية الشريعة بالرياض عام 1414 هـ طلب العلم على مجموعة من العلماء وأكثرَ من ملازمة الشيخ عبد العزيز بن باز ولازمه قرابة (15) سنة.

### شيوخه
درس على يد عدد من العلماء منهم:
- الشيخ عبد العزيز بن باز منذ عام 1405 هـ وحتى وفاته.
- المفتي العام للمملكة العربية السعودية الشيخ عبد العزيز بن عبد الله آل الشيخ .
- الشيخ محمد بن صالح العثيمين خلال دروسه بالمسجد الحرام بمكة المكرمة.
- الشيخ عبد الله بن حسن بن قعود عضو اللجنة الدائمة للإفتاء.
- الشيخ عبد الله بن عبد الرحمن الغديان عضو اللجنة الدائمة للإفتاء وعضو هيئة كبار العلماء.
- الشيخ عبد الله بن عبد الرحمن الجبرين عضو الإفتاء سابقاً.
- الشيخ صالح بن غانم السدلان الأستاذ بكلية الشريعة.
- الشيخ صالح بن فوزان الفوزان عضو اللجنة الدائمة للإفتاء وعضو هيئة كبار العلماء.
- الشيخ صالح بن محمد اللحيدان رئيس مجلس القضاء الأعلى وعضو هيئة كبار العلماء.
- الشيخ المحدِّث علي الهندي المدرس بالمسجد الحرام .

### أساتذته في الجامعة
في كلية الشريعة درس على أساتذتها، ومنهم:
- الشيخ عبد الله بن محمد بن إبراهيم آل الشيخ وزير العدل.
- الشيخ عبد الله الحديثي وكيل وزارة العدل.
- الشيخ محمد الأحمد الصالح أستاذ الفقه.
- الشيخ محمد بن عبد الله السمهري أستاذ العقيدة.
- الشيخ يعقوب الباحسين أستاذ أصول الفقه.
- الشيخ عبد الرحمن الرسيني أستاذ الفقه.
- الشيخ عبد الله الرسيني أستاذ أصول الفقه.

## مهام وأعمال وعضويات
- مشرف تربوي بوزارة التعليم.
- خطيب لجامع مستشفى الأمل بالرياض.
- محاضر متعاون بكلية الطب بمدينة الملك فهد الطبية بالرياض في مقررات الثقافة الإسلامية.
- الأمين المساعد للبرنامج العالمي للتعريف بنبي الرحمة محمد ﷺ.
- له مشاركات تربوية وشرعية، محلية ودولية، في المملكة وخارجها، عبر المحاضرات والندوات والملتقيات والمؤتمرات.
- شارك محاضراً ومدرساً في عدد من المراكز الإسلامية، في أوروبا وأمريكا وأستراليا في دورات علمية متنوعة نظمتها جامعة الإمام محمد بن سعود الإسلامية ووزارة الشئون الإسلامية والأوقاف والدعوة والإرشاد وغيرهما من المراكز والجمعيات في خارج المملكة العربية السعودية.
- شارك في وفود رسمية لافتتاح ندوات ومؤتمرات جوامع ومساجد ومراكز إسلامية في الولايات المتحدة الأمريكية وفي أوروبا وأستراليا وأمريكا الجنوبية .
- عضو في التوعية الإسلامية في الحج منذ عام 1415 هـ .
- متعاون في معالجة الإدمان بمستشفى الأمل بالرياض منذ عام 1410 هـ .
- عضو اللجنة العلمية بجمعية رعاية الأيتام بالرياض في دورتها الأولى.
- عضو في وحدة الإرشاد الاجتماعي بالسعودية التابعة لوزارة الشئون الاجتماعية في دورتها الأولى.
- عضو لجنة الصلاة بإدارة التربية والتعليم بمنطقة الرياض في بعض دوراتها.
- أشرف على دار المناجاة النسائية لتحفيظ القرآن الكريم.
- وعضو فريق تأليف مناهج العلوم الشرعية بوزارة التربية والتعليم (وزارة التعليم حاليا) بالرياض.
- عضو الجمعية الدولية لتاريخ الطب الإسلامي.
- مستشار شرعي غير متفرغ للشئون الدينية بمجمع الأمل الطبي بالرياض 1424 هـ ـ 1425 هـ .

## مؤلفاته
له عدد من المؤلفات والتحقيقات العلمية المتنوعة في أبواب العلم في العقيدة والفقه والسيرة والآداب والسلوك وغير ذلك، ومنها الرسائل المختصرة والبحوث المطولة، تزيد على ستين عنواناً، منها: 
- استدراك وتعقيب على الشيخ شعيب الأرناؤوط في تأويله بعض أحاديث الصفات
- التوكل على الله
- تهذيب السيرة النبوية
- مختصر سيرة النبي ﷺ وسيرة أصحابه العشرة
- من أحوال الناس بعد الموت
- حتى تخرج من السوق رابحا
- قيمنا في موازين الفضائيات العربية دعوة للمراجعة والتأمل
- مباحث في بعض مشاهد القيامة
- لمحات من حياة النبي ﷺ مع بناته
- عيد الحب
- تنبيهات حول بعض المخالفات الواقعة في المقابر
- أنت طالق الأسباب والعلاج
- النساء والموضة والأزياء
- القنوات الفضائية وآثارها العقدية والثقافية والاجتماعية والأمنية
- العيد عيد الفطر والأضحى آداب وأحكام
- الطفولة في حياة المعصوم - ﷺ
- الخاتمة حسنها وسوؤها
- الحياة البيتية للنبي - ﷺ
- الحياة البرزخية
- الإصابة بالعين حقيقتها - وأسبابها
- آراء ابن القيم حول الإعاقة
- أخي المدخن.. إما التدخين أو..؟